# Lengua de signos española
La lengua de signos española (LSE) es la lengua gestual que utilizan principalmente los sordos españoles y personas que viven o se relacionan con ellos. Aunque no hay estadísticas plenamente fiables, se calcula que cuenta con más de 100 000 usuarios signantes, para un 20 o 30 % de los cuales es su segunda lengua. Está reconocida legalmente desde 2007.
Desde un punto de vista estrictamente lingüístico, la LSE se refiere a una variedad de lengua de signos empleada en una extensa área central-interior de la península ibérica, teniendo como epicentro cultural y lingüístico la ciudad de Madrid, con modalidades propias en algunas áreas radicadas en Asturias, Aragón, Murcia, áreas de Andalucía Occidental (Sevilla, por ejemplo) y alrededor de la provincia de Burgos.
La inteligibilidad mutua con el resto de las variedades de lenguas de signos empleadas en España, incluso con la lengua gestual portuguesa, es generalmente aceptable, debido a su gran semejanza léxica. No obstante, la lengua de signos catalana (LSC), la lengua de signos valenciana (LSCV), así como las variedades andaluza oriental (Granada, Almería y Jaén), canaria, gallega y vasca son especialmente peculiares (entre el 10 y el 30 % de diferencia en el uso de los sustantivos, según cada caso). Únicamente la LSC y la LSCV tienen una semejanza léxica por debajo del 75 % de media con el resto las variantes españolas, por lo que algunos las consideran lenguas en lugar de dialectos.
En el ámbito legal, por la Ley 27/2007 se consideran "lenguas de signos españolas", todas las variantes empleadas en España, incluso la lengua de signos catalana (LSC), sin perjuicio de las competencias que en su reconocimiento y desarrollo ejerza la Generalidad de Cataluña. Así, la LSC tiene su propia autonomía normativa en su ámbito territorial y está explícitamente reconocida como tal en el Estatuto de Autonomía de Cataluña; en el caso valenciano, el Estatuto de Autonomía de la Comunidad Valenciana se limita a especificar "la lengua de signos propia de las personas sordas". Por otra parte, la "lengua de signos española" (LSE) está reconocida explícitamente en los Estatutos de Autonomía de Andalucía y Aragón.

## Antecedentes y evolución históricos

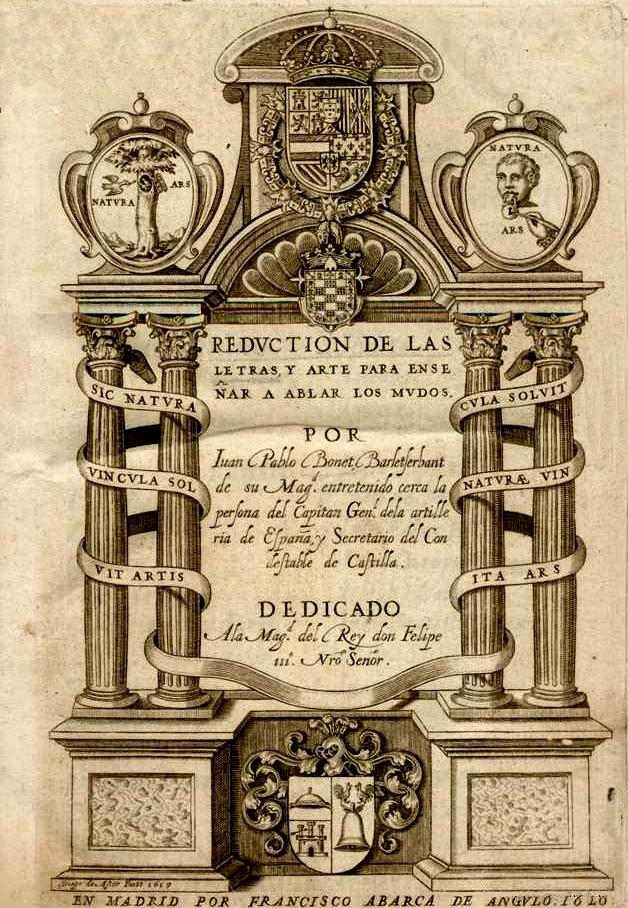
Reducción de las letras y Arte para enseñar a hablar los Mudos (1620), de Juan de Pablo Bonet.

El primer tratado escrito en el que se hacen referencias a las señas alfabéticas aplicadas a la educación de los sordos se debe a Juan Pablo Bonet, quien publica su obra Reducción de las letras y Arte para enseñar a hablar los Mudos en 1620. Considerado como el primer tratado moderno de Fonética y Logopedia, en el que se proponía un método de enseñanza oral de los sordos, admite el uso de señas manuales en forma de alfabeto manual, para facilitar la enseñanza de las letras a los sordos y mudos.
No existe consenso lingüístico sobre la relación filológica entre dichas variantes de lenguas de señas, debido a la falta de más estudios en el campo dialectológico, si bien existe una discutida opinión acerca de que el primer diccionario de la LSE es el Diccionario Mímico y Dactilológico publicado en 1851 por Francisco Fernández de Villabrille, profesor del Colegio Nacional de Sordomudos de Madrid. Es en su mayor parte una traducción al castellano del Dictionnaire mimique et dactilologique de Alejandro Blanchet, profesor del Instituto Nacional de Sordomudos de París (Saint Jacques), publicado en 1850, lo que da pie a pensar que el principal cuerpo de origen dialectológico y léxico de la LSE procede de la lengua de señas francesa (LSF), al menos en su variedad dialectal de París y de mediados del siglo XIX, que luego sigue su propia y natural evolución en los colegios y asociaciones de sordos. En tiempos más actuales, está recibiendo fuertes influencias léxicas de la lengua de señas americana (ASL). También se sabe que ha influido en otras lenguas gestuales, como la lengua de señas venezolana (LSV).
En TVE, existen programas que emiten usando esta lengua como En otras palabras y también ha aparecido en películas como Tacones lejanos, donde el personaje de Miriam Díaz-Aroca interpreta a una presentadora de un telediario para personas sordas.

## Centro de Normalización Lingüística de la lengua de signos española (CNLSE)
El Centro de Normalización Lingüística de la Lengua de Signos Española (CNLSE), organismo de titularidad pública adscrito al Real Patronato sobre Discapacidad , fue creado por la Ley 27/2007, de 23 de octubre, por la que se reconocen las lenguas de signos españolas y se regulan los medios de apoyo a la comunicación oral de las personas sordas, con discapacidad auditiva y sordociegas. El CNLSE está regido por un Consejo Rector de carácter paritario compuesto por representantes de la Administración del Estado y entidades del movimiento asociativo de la comunidad lingüística de las personas usuarias de la lengua de signos española, bajo la presidencia del Director del Real Patronato sobre Discapacidad. Su regulación queda establecida en el Real Decreto 921/2010, de 16 de julio.
Su misión es trabajar por la normalización de la lengua de signos española, actuando como un espacio de referencia que vela por su buen uso y contribuye a garantizar los derechos lingüísticos de las personas usuarias de esta lengua. Asimismo tiene entre sus funciones constituirse como centro de referencia de titularidad pública en la normalización a nivel estatal, actuar como centro de investigación, asesorar a las administraciones públicas y otros agentes sociales y servir como centro práctico, de reflexión y de intercambio de conocimiento.

### Presencia en México
Desde la llegada de españoles a México durante la guerra civil española y años subsiguientes, se cree que entre la gran comunidad española que radica en México debe de haber un número significativo de señantes.